# Aphrophora inflexa
Aphrophora inflexa är en insektsart som beskrevs av Walker 1858. Aphrophora inflexa ingår i släktet Aphrophora och familjen spottstritar. Inga underarter finns listade i Catalogue of Life.